# ファン・フイ・レ

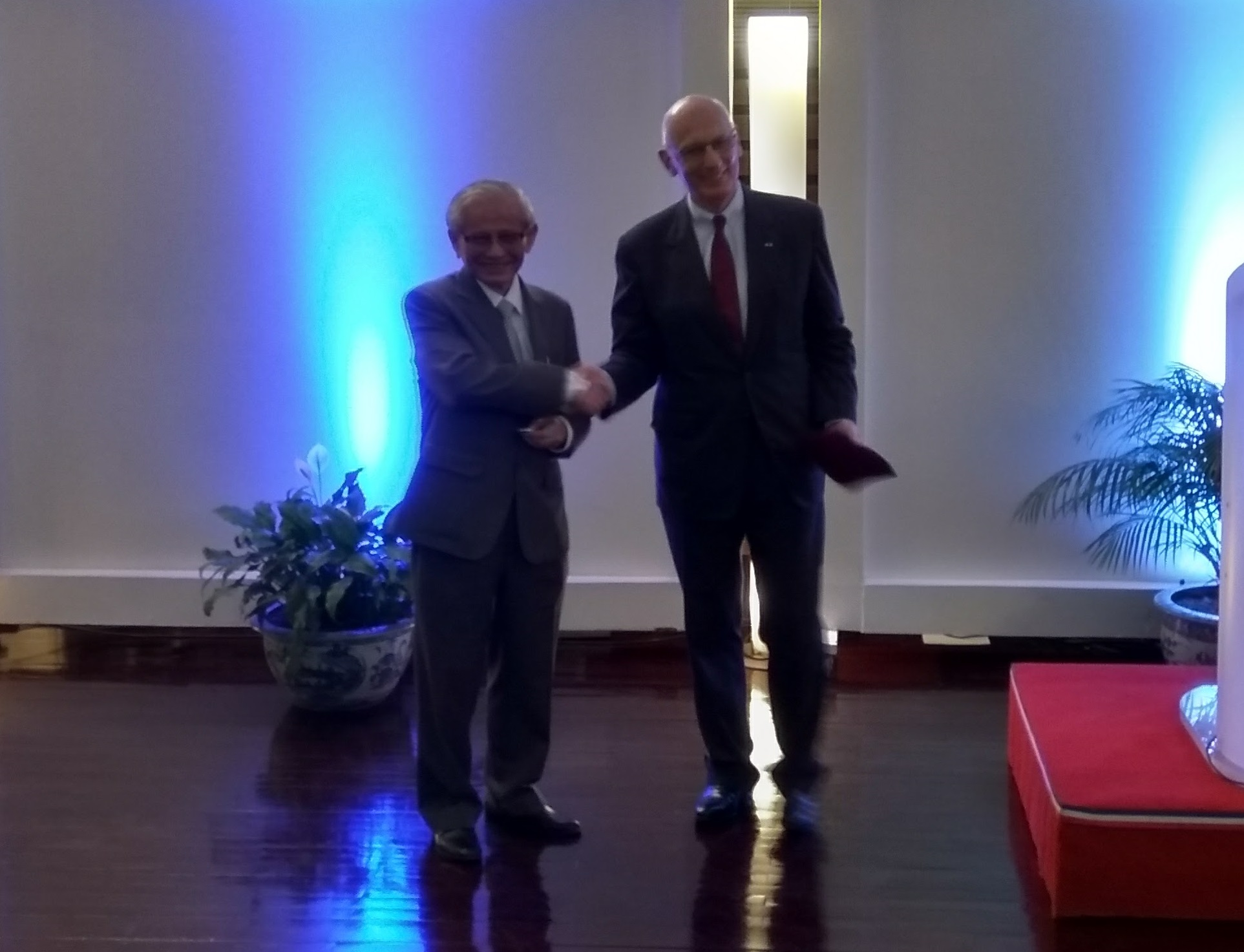
ファン・フイ・レ（左）

ファン・フイ・レ（ベトナム語： Phan Huy Lê / 潘輝梨、1934年2月23日 - 2018年6月23日）は、ベトナムの大学教授であり、ベトナムを代表する歴史学者。専門はベトナム前近代史。ベトナム国家大学ハノイ校人文社会科学大学校歴史学部教授。ベトナム歴史科学会議（Hội Khoa học Lịch sử Việt Nam）の第2～5期(1990–2010)主席。
1934年2月23日、ベトナムのハティン省ロックハ県タックチャウ社に生まれる。外交官で尚書を務めたファン・フイ・イック（潘輝益）、学者で『歴朝憲章類誌』の著者ファン・フイ・チュー（潘輝注）、尚書を務めた文筆家ファン・フイ・ヴィン（潘輝泳）の後裔。阮朝癸丑年科（1913）第三甲同進士出身（会元）で刑部郎中ファン・フイ・トゥン（潘輝松、1878-?）の子。母方のカオ・スアン家はカオ・スアン・ズック（高春育、『大南寔録』や『大南一統志』の主編者）、カオ・スアン・ティウ、カオ・スアン・フイなどを輩出し、富裕な挙業の名門として知られる。次女ファン・フオン・タオはベトナム国家大学ハノイ校人文社会科学大学校歴史学部講師（史学理論部門）、末娘のファン・ハイ・リンと外孫のファム・レー・フイは同東方学部講師（日本研究部門）。

## 略歴
1952年に、当時タインホアに疎開していた大学予備校入学。ダオ・ズイ・アインやチャン・ヴァン・ザウの指導を受ける。ついでハノイ師範大学の史地班に入る。
1956年、卒業と同時にハノイ師範大学などを統合してハノイ総合大学が設立される。そのまま歴史学部ベトナム古代中世部門に採用される。ダオ・ズイ・アインの指導の下で教育・研究に従事するが、（おそらくはニャンヴァン・ザイファム事件のために）58年にアインが史学院に移ったため、部門主任となる。1980年に教授号を得る。
2018年6月23日、ハノイの病院にて死去。84歳没。

## 受賞歴
- 彼は国家から教授号を与えられた最初期の人物で（1980年）、1994年に人民教師の称号を、2000年に国家勲章を授与された。
- 彼はベトナム人としてはじめて福岡アジア文化賞を1996年に受賞した。
- 2002年にフランス共和国教育功労章を授与された。

## 著作
- Chế độ ruộng đất và kinh tế nông nghiệp thời Lê sơ （黎初時代の土地制度と農業経済）
- Đặc điểm của phong trào nông dân Tây Sơn（タイソン農民運動の特徴）
- Khởi nghĩa Lam Sơn (1977), （藍山起義、ファン・ダイ・ゾアンPhan Đại Doãnと共著）
- Truyền thống dựng nước và giữ nước của dân tộc Việt Nam（ベトナム民族の国を建て国を守る伝統）
- Một số trận quyết chiến chiến lược trong lịch sử dân tộc（民族の歴史におけるいくつかの決戦戦略）
- Chiến thắng Bạch Đằng năm 938 và 1288.（938年と1288年の白藤江での戦勝）
- Truyền thống và cách mạng（伝統と革命）
- Các giá trị truyền thống và con người Việt Nam hiện nay （伝統的価値と現代ベトナム人、全3巻）
- Chủ nghĩa yêu nước Việt Nam, truyền thống và hiện đại（ベトナムの愛国主義：伝統と現代）
- Lịch sử Việt Nam từ 1406 đến 1858（1406年から1858年までのベトナム史）
- Lịch sử chế độ phong kiến Việt Nam （ベトナム封建制度史 第2巻、1960年)
- Lịch sử chế độ phong kiến Việt Nam （ベトナム封建制度史 第3巻、1961年)
- Lịch sử Việt Nam （ベトナム史 第1巻、チャン・クオック・ブオンTrần Quốc Vượngと共著）
- Lịch sử Việt Nam （ベトナム史、主編、全4巻。第1・2巻の主要著者）
- Tìm về cội nguồn （源を探求する、全2巻）